# Torba (Turcja)
Torba – niewielka miejscowość turystyczna w południowo-zachodniej Turcji nad Morzem Egejskim 6 km od Bodrum. Oprócz licznych hoteli znajdują się tu między innymi: restauracje, sklepy spożywcze, market Tansas, agencja turystyczna, kawiarenka internetowa, posterunek żandarmerii, sklepy z pamiątkami, przystań.
Miejscowość szybko się rozrasta, powstaje wiele nowych hoteli, a turystyka stanowi główne źródło utrzymania. W Torbie, typowo turystycznej wiosce, panuje klimat śródziemnomorski, latem temperatury powietrza przekraczają 40 stopni, zaś wody 25 stopni.
Z wioski, zwłaszcza w sezonie turystycznym, do pobliskiego Bodrum kursują liczne dolmusze i taksówki, istnieje również możliwość transferu na pobliskie lotnisko.
Najbardziej charakterystycznym punktem jest nadmorski deptak, przy którym skupia się życie w wiosce. Na całej jego długości znajdują się liczne restauracje i sklepy, zaczyna się on w centrum, koło sklepów i kawiarenki internetowej, kończy zaś w niewielkim porcie.

## Zdjęcia

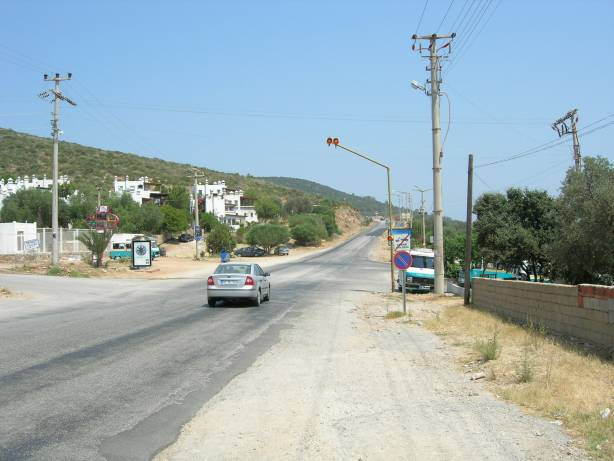
Droga przez Torbę
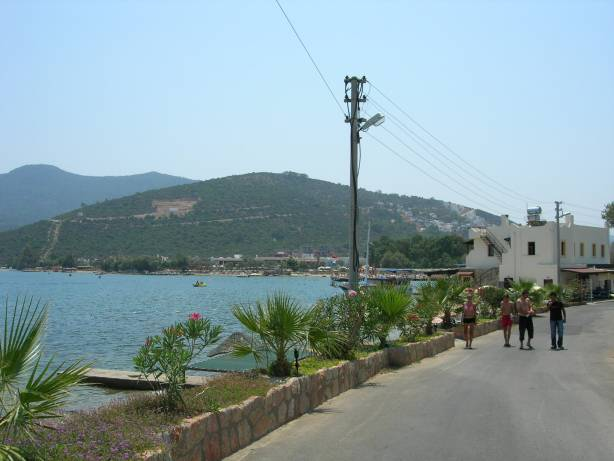
Nadmorski deptak w centrum wioski
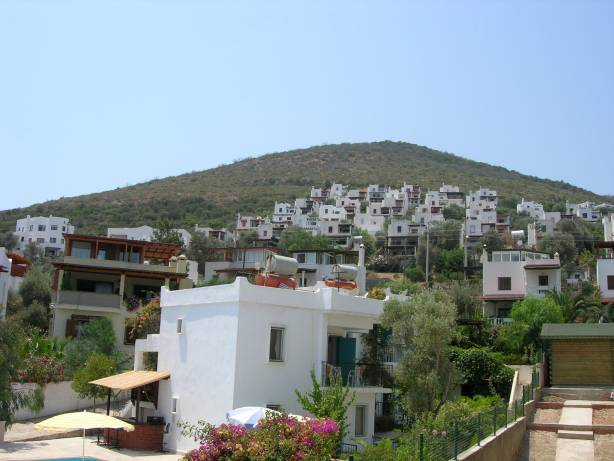
Domy na wzgórzu
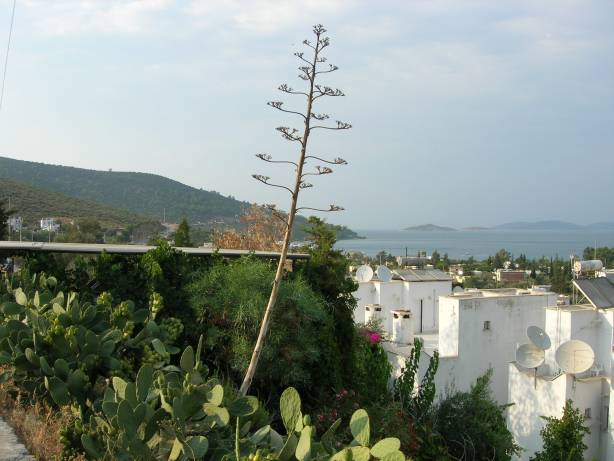
Widok na wioskę
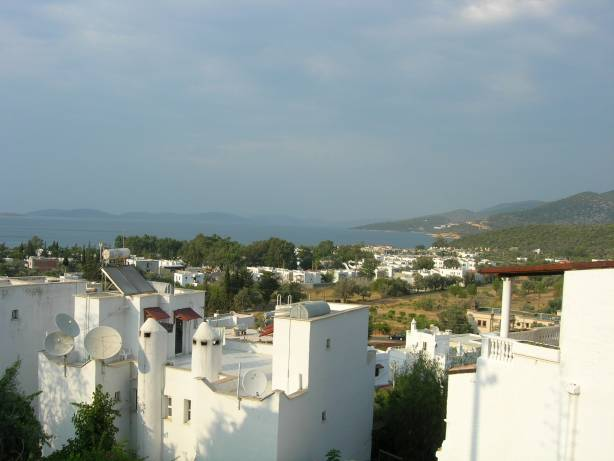
Widok na wioskę
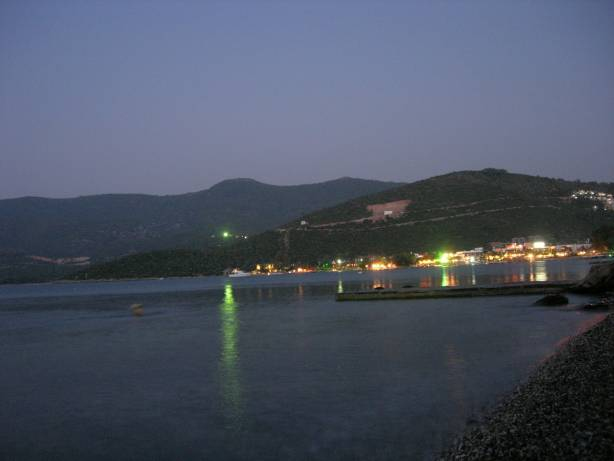
Wybrzeże z hotelami w oddali
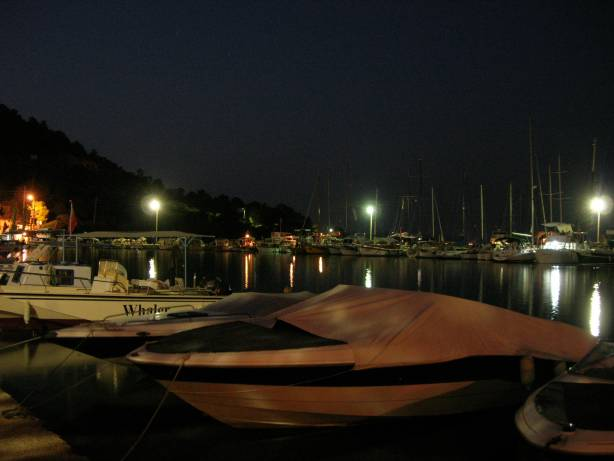
Przystań
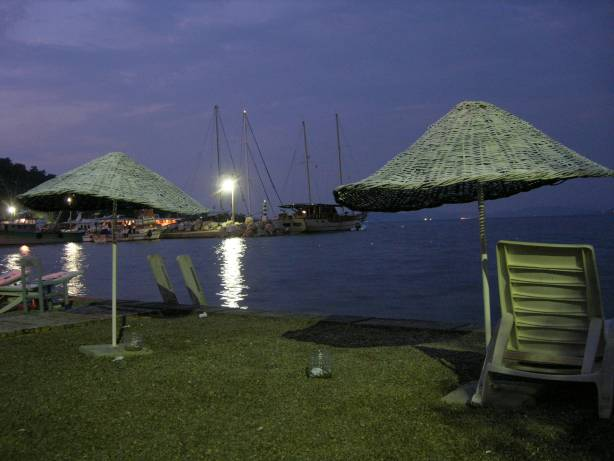
Plaża koło przystani